# Operation Igloo White

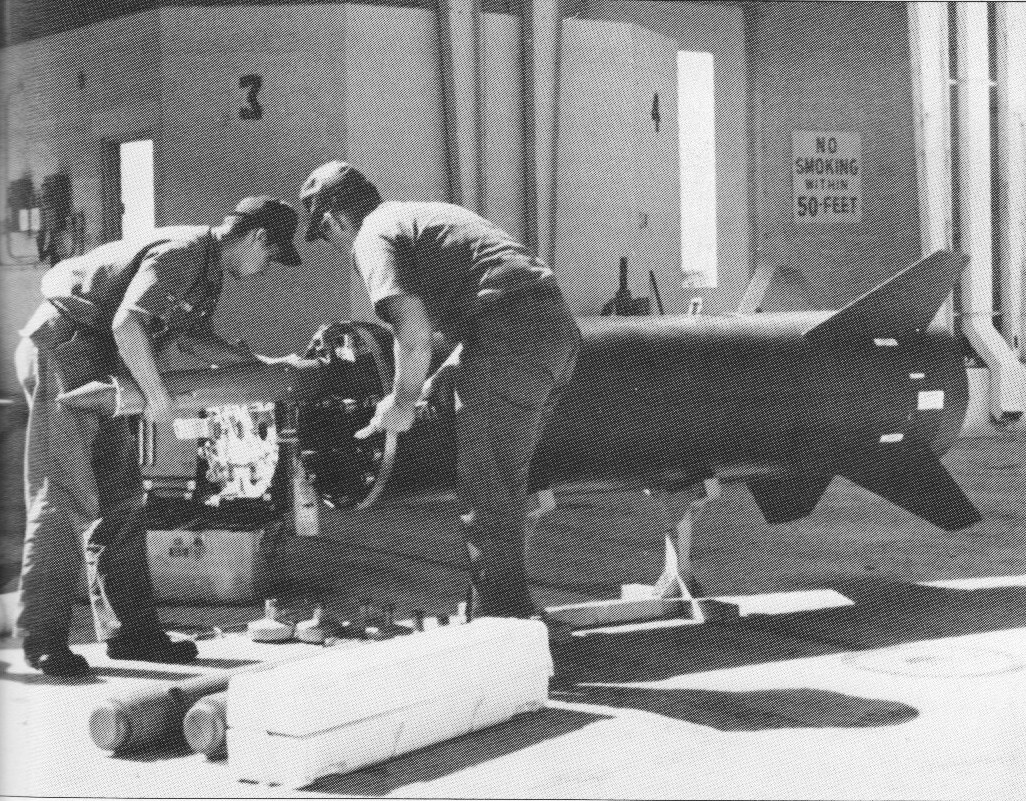
Personal der US-Luftwaffe beim Laden von Sensoren.

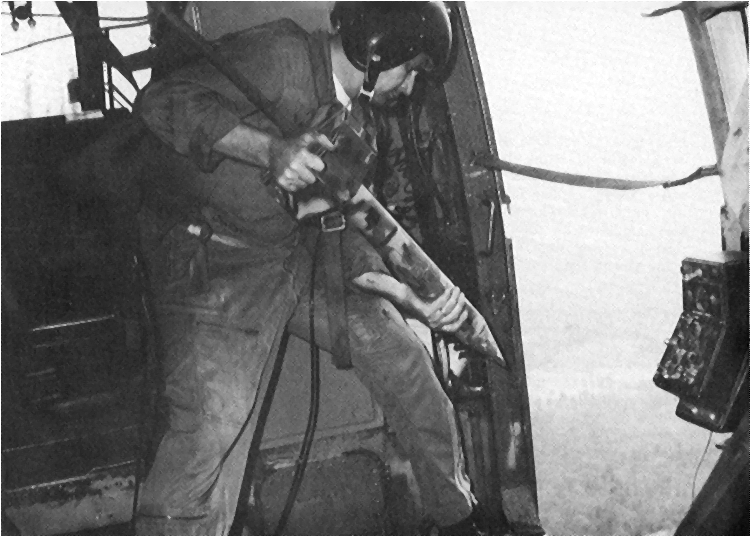
Abwurf eines ADSID in der Nähe von Khe Sanh aus dem Hubschrauber

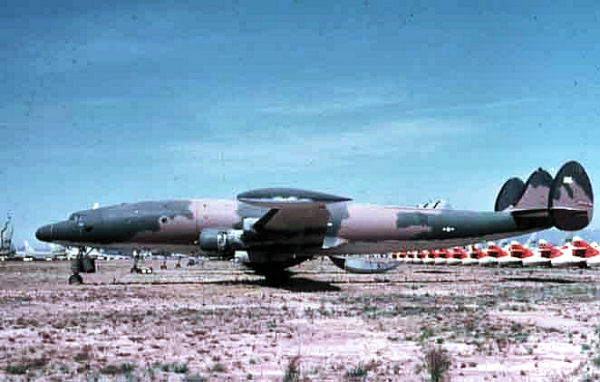
Flugzeuge vom Typ EC-121R empfingen die Funksignale der Sensoren und übertrugen die gesammelten Daten an den thailändischen Luftwaffenstützpunkt in Nakhon Phanom

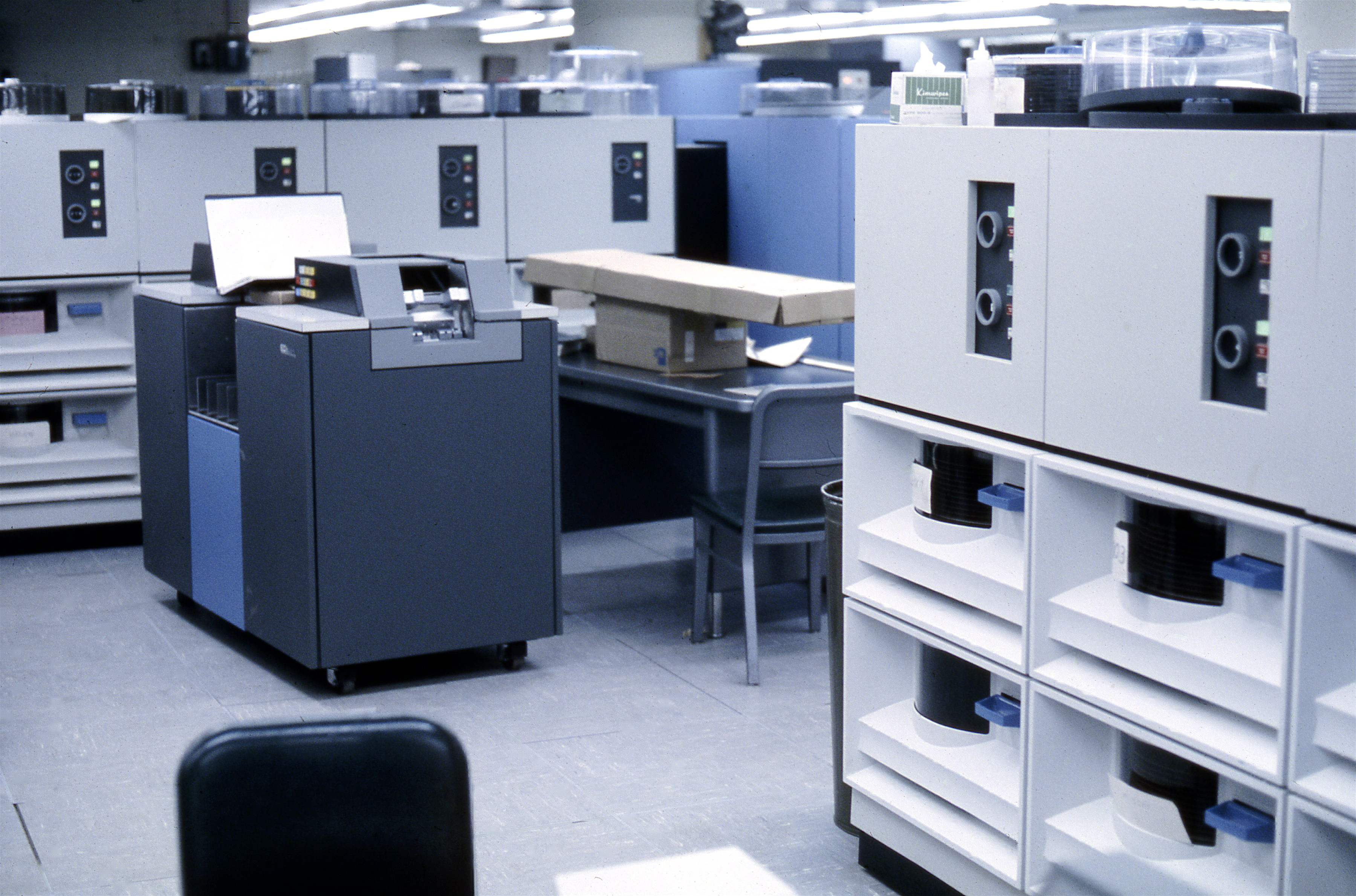
In Nakhon Phanom, Thailand setzte die US Air Force Großrechner von IBM ein, um die Daten der Sensoren auszuwerten.

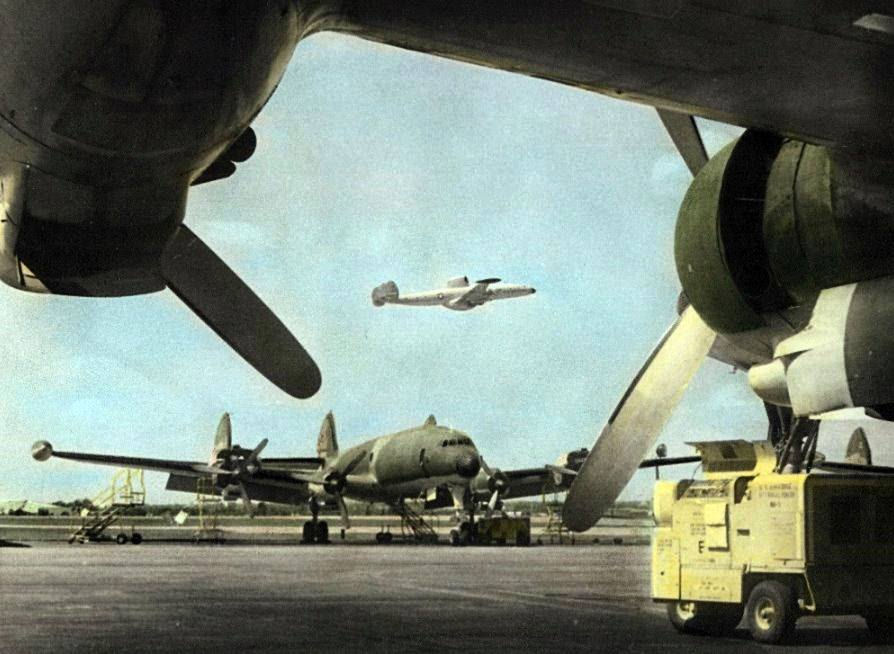
Die EC-121R-Aufklärer waren auf der Royal Thai Air Force Base in Korat, Thailand stationiert

Die Operation Igloo White (auch kurz Igloo White) war eine US-amerikanische Militäroperation im Vietnamkrieg in den Jahren 1968 bis 1973. Hintergrund war die geplante Zerstörung des gut getarnten Ho-Chi-Minh-Pfads, eines logistischen Netzes aus Straßen und anderen Verkehrswegen, das von Nordvietnam über Laos und Kambodscha nach Südvietnam führte. Dazu wurden im Rahmen der Operation elektronische Sensoren aus Flugzeugen abgeworfen. Diese registrierten Geräusche und meldeten diese an in der Nähe tieffliegende Flugzeuge.

## Geschichte
Die Operation wurde von Verteidigungsminister Robert S. McNamara am 16. September 1966 ins Leben gerufen. Die Entwicklung und Inbetriebnahme des Programm kostete zirka 1,7 Milliarden Dollar und bestand aus 20.000 batteriebetriebenen elektronischen Sensoren. Die Überwachung und der Ersatz dieser Sensoren kostete zirka 1 Milliarde Dollar pro Jahr.
Es wurden drei verschiedene Modelle von Sensoren eingesetzt. 
Die Acoubuoy waren mit Mikrophonen ausgestattete Sensoren, die mit Fallschirmen abgesetzt wurden. Sie sollten sich in den Ästen eines Baumes verfangen. Diese Sensoren konnten Geräusche von Fahrzeugen in einer Entfernung bis zu 1000 Metern und Personen in einer Entfernung von bis zu 400 Metern ausmachen. Geräusche wurden über Funk ausgesendet. Die Reichweite der Funksignale betrug über 50 Kilometer. Als Frequenzen wurde das VHF-Band zwischen 168 und 174 MHz eingesetzt. Die Batterie der Sensoren hielt zirka 30 Tage. 
Air-Delivered Seismic Intrusion Detectors (ADSID) reagierten auf Vibrationen des Bodens, verursacht durch Fahrzeuge oder Personen. Sie wurden einfach abgeworfen, wobei sich deren Spitze in den Boden rammte, oder von Bodentruppen gelegt. Sie waren gegen Manipulationen gesichert. Ihre Reichweite war viel geringer als die der Acoubuoy und betrug 100 Meter bei Fahrzeugen und 30 Meter bei Personen. Die Batterielebensdauer der ADSID dagegen war länger als bei den Acoubuoy. Die ADSID waren gut getarnt; lediglich die getarnte Antenne ragte aus dem Boden. Diese Sensoren wogen zirka 12 Kilogramm. 
Mini-Seismic Intrusion Detector (MINISID) waren Sensoren, die von Bodentruppen ausgelegt wurden und auf Magnetfeldänderungen reagierten. Auch diese Sensoren sendeten Signale im VHF-Band. Später im Krieg wurden auch Sensoren eingesetzt, die die elektronische Zündung von Fahrzeugen erkennen konnten (EDET III).
Die Kosten betrugen für einen ADSID-Sensor 619 US-Dollar, für einen ACOUSID-Sensor 1.452 US-Dollar und für einen EDET-III-Sensor 2.997 US-Dollar.
Oftmals wurden die Sensoren von U-Jagd-Flugzeugen OP-2E der US Marine ausgesetzt. Empfangen wurden die Funksignale von EC-121R elektronischen Überwachungsflugzeugen oder von ferngesteuerten, unbemannten Flugzeugen wie einer umgebauten Beech 36 Bonanza. Die Flugzeuge übertrugen die Funksignale weiter an das Infiltration Surveillance Center, kurz ISC, auf der thailändischen Luftwaffenbasis in Nakhon Phanom, Thailand. Dabei wurde UHF im Bereich von 2,3 GHz eingesetzt. Die Informationen wurden von IBM-Computern des Typs System/360 analysiert. Analysten versuchten Ort, Geschwindigkeit und Richtung des Fahrzeugs oder der Personen zu ermitteln. Diese Informationen wurden an Forward Air Controller, kurz FAC, weitergegeben. Oftmals waren diese Informationen ungenau oder fehlerhaft, da die Sensoren auch auf Tierbewegungen reagierten. Die US-Luftwaffe behauptete, das Programm wäre ein voller Erfolg gewesen. In der Anfangszeit des Programms (1966—1967) wären 49.371 Lastwagen aufgespürt worden. Davon hätten 10.472 zerstört oder beschädigt werden können. Für das Jahr 1970—1971 schätzte die Luftwaffe, dass das Programm an der Vernichtung von 25.000 Lastwagen beteiligt war. Diese Zahlen gelten als geschönt.
Viele der Sensoren konnten von den Nordvietnamesen ausgeschaltet werden. Sie konnten die Sensoren mit Funkpeilung orten und zerstören. Manchmal wurde die Sensoren auch ausgetrickst, indem man von Kassettenrecordern abgespielte Geräusche verwendete. Trotz dieser Fehlschläge wurde die Technologie ab 1972 an der Grenze zu Mexiko eingesetzt.

## Technische Details
Die Sensoren arbeiteten auf Ultrakurzwelle-Frequenzen mit einer Ausgangsleistung von 2 Watt. Wurde ein Sensor durch ein Geräusch oder eine Vibration aktiviert, wurde ein digitales Signal mit einer Kennung ausgesendet. Es standen 39 Frequenzen zur Verfügung. Hundert verschiedene Kennungen konnten verwendet werden. Die EC-121R waren mit multiplen Empfängern ausgerüstet, die den Frequenzbereich zwischen 161.500 MHz (Kanal 0) und 175.750 MHz (Kanal 39) empfangen konnten. Die Bandbreite eines Kanals betrug 250 Kilohertz. Es stand eine Konsole mit Lämpchen zur Verfügung, die anzeigte, welche Kennung das empfangene Signal besaß. Ursprünglich war die Technik für die U-Boot-Jagd entwickelt worden. In einer Konsole an Bord des Flugzeugs befanden sich acgt AN/ARR-52-Empfänger. Im Flugzeug befanden sich 4 Konsolen, was bedeutete, dass bis zu 24 Frequenzen parallel überwacht werden konnten. Ein Operator konnte den Sensor zum Senden der Umgebungsgeräusche aktivieren. Normalerweise wurden die Signale an das ISC über den UHF-Link weitergeleitet. Doch manchmal fiel der Link aus, oder das Rechenzentrum in Nakhon Phanom war außer Betrieb. In diesem Fällen konnte der Operator an Bord das Signal der Sonde auch selber auswerten.
Die EC-121R waren auf dem Fliegerhorst der Thailändischen Luftwaffe in Korat kurz KRTAFB stationiert. Sie gehörten zum 553 Reconnaissance Wing. Es wurden oft ganze Felder oder Ketten von Sensoren ausgelegt. Das ISC sammelte die Aktivierungen der Sensoren und die Rechner erstellen Statistiken, Prognosen und Karten.